# Le Sculpteur
Le Sculpteur (The Sculptor) est un album de bande dessinée fantastique américain créé par Scott McCloud, publié en 2015 par First Second Books aux États-Unis et Rue de Sèvres en France.

## Synopsis
David Smith est un jeune sculpteur inconnu, fauché et déprimé. Il conclut avec celui qu'il croit dans un premier temps être son oncle (mais il se rappelle que celui-ci est décédé), un pacte faustien, David Smith mourra dans 200 jours, en échange, il obtient le pouvoir de sculpter n'importe quel matériau à mains nues. Le 11ème jour, David rencontre Meg, également artiste, elle devient alors son obsession. David consacrera les derniers jours de sa vie à imprimer par ses sculptures l'image de Meg dans le paysage New Yorkais.

## Genèse
Célébré comme théoricien de la bande dessinée depuis de nombreuses années, notamment pour son album L'Art invisible, Le Sculpteur est le premier véritable album de fiction de Scott McCloud, roman graphique de 496 pages publié après cinq années d'élaboration. 

## Réception
Lors de sa sortie, Le Sculpteur est le sujet d'articles dans des journaux nationaux américains tels que le New York Times, le Los Angeles Times et le Guardian.
En France, les critiques concernant l'album sont mitigées. Pour Élodie Drouard de France Info, « véritable roman graphique, Le Sculpteur est une réussite indéniable [...] Son storytelling didactique est porté par un dessin aux traits délicats, tout en bichromie noire et bleue, véritable exhausteur de l’état d’esprit dépressif de son héros », mais la journaliste juge que « ce colossal ouvrage finit par ressembler à une compilation de tout le 9e art. L’auteur puise autant dans les comics de super-héros que dans la BD romantico-fantastique, tout en jouant avec les codes du manga et du roman littéraire. C’est réussi, mais cela ressemble plus à une vitrine qu’à une œuvre sensible. ». Pour Patrice Gentilhomme d'Actua BD, « à partir d’un découpage précis et parfaitement maîtrisé, des cadrages ingénieux et vertigineux, baignés dans des nuances bleutées et lumineuses, ce questionnement sur la place de l’œuvre et de l’artiste dans notre société prend des allures de récit haletant et émouvant ». Selon Quentin Girard de Libération, « Scott McCloud sait emporter son lecteur, le récit est passionnant, émouvant, les rebondissements sont nombreux. Malgré la longueur, les pages s’enchaînent avec aisance. L’album ne peut qu’être aimé, et là est sans doute tout le problème. Fondamentalement, le dessinateur est dans un rapport américain à l’art. La BD parfaite - et le Sculpteur l’est, d’une certaine manière - est un blockbuster hollywoodien. Tout est calibré, tout est préparé avec minutie, incarné par un épilogue grandiose et complètement mélodramatique ».

## Prix et distinctions
- 2016 :  Finaliste Prix de la BD Fnac[5]

## Projet d'adaptation au cinéma
Peu après la sortie du livre, Sony annonce avoir acquis les droits d'adaptation cinématographique par l'intermédiaire de Scott Rudin, qui devrait produire le film en compagnie de Josh Bratman avec Destin Daniel Cretton à la réalisation,.